# Бівак (фільм)
«Бівак» (фр. Le Bivouac) — німий короткометражний, документальний фільм Жоржа Мельєса. Прем'єра відбулася у Франції в 1896 році. Картина вважається втраченою.